# IC 2056
IC 2056 ist eine Balken-Spiralgalaxie vom Hubble-Typ SBbc im Sternbild Reticulum am Südsternhimmel. Sie ist schätzungsweise 43 Millionen Lichtjahre von der Milchstraße entfernt und hat einen Durchmesser von etwa 25.000 Lj.
Das Objekt wurde im Jahr 1898 von Robert Innes entdeckt.